# Коровяк мучнистый
Коровя́к мучни́стый, или коровяк метельчатый (лат. Verbáscum lychnitis) — двулетнее травянистое растение, вид травянистых растений из рода Коровяк (Verbascum) семейства Норичниковые (Scrophulariaceae). Растение распространено в Европе, на Кавказе, в Сибири, а также, как заносное растение, во многих других регионах земного шара.

## Ботаническое описание
Всё растение густо усажено мельчайшими, прижатыми, звездчатыми, серовато-зелёными волосками.
Стебель 50—160 см высотой, прямостоячий, ребристо-полосатый, облиственный, от середины или по крайней мере в верхней части ветвистый. Ветви многочисленные, направленные быть может кверху.
Листья сверху негусто покрыты мелкими звездчатыми волосками, на нижней поверхности сероватые от густого опушения. Прикорневые и первые стеблевые листья обыкновенно коротко черешчатые; черешки 2—4(6) см длиной, пластинки их 15—30 см длиной, 10—12(15) см шириной, орбратнояйцевидные или продолговато-ланцетные, туповатые, реже к верхушке заострённые, при основании клиновидно суженные, по краям большей частью городчатые. Средние стеблевые листья сидячие или почти сидячие, продолговатые или яйцевидно-ланцетные, острые, городчато-зубчатые по краю. Верхние стеблевые листья сидячие, но не низбегающие, при основании округлённые, яйцевидные или ланцетные.
Соцветие — сильно ветвистая пирамидальная метёлка; ветви её иногда более тонкие. Цветки в пучке по 2—7, сближенные. Нижние прицветники ланцетные, верхние — ланцетно- или шиловидно-линейные. Цветоножка первого цветка в пучке имеет два прицветника, после цветения достигает 5—10 мм длины; прочие цветоножки более короткие, при плодосозревании обыкновенно не утолщающиеся. Чашечка 2,5—4 мм длиной, покрытая под конец опадающим хлопьевидным опушением, почти до основания раздельная на линейные или продолговато-ланцетные доли. Венчик жёлтый, реже беловатый, 15—20 мм в диаметре, с прозрачными точками, снаружи с опушением из звездчатых волосков. Нити передних тычинок на верхушке голые, их основания, а также нити остальных тычинок густо усажены белыми сосочковидными волосками. Столбик при основании опушённый, рыльце прижато, полушаровидное. Цветёт в июле—августе.
Коробочка эллиптическая, обратнояйцевидная, тупая, опушённая, под конец голая, 4—5 мм длиной, 2,5—4 мм шириной, превышающая чашечку на половину или более.
|                                 |  |
| Слева направо: соцветие, цветок |  |

## Распространение
Европа: Дания, Великобритания, Австрия, Бельгия, Чехословакия, Германия, Нидерланды, Польша, Швейцария, Албания, Болгария, Югославия, Италия, Румыния, Франция (включая Корсику), Испания; территория бывшего СССР: Белоруссия, Молдавия, Украина (включая Крым), Европейская часть России, Кавказ (Грузия), Западная Сибирь.
Растёт в степях, на степных склонах, закреплённых песках, также по опушкам лесов и на открытых местах в горных лесах.